# Eric Thomas (Sänger)
Eric Thomas (* 19. April 1946 als Volker Päutz in Leipzig; † 14. August 2020) war ein deutscher Schlagersänger, Komponist und Liedtexter.

## Leben
Als Knabe war er Mitglied des Leipziger Thomanerchores. Während der Schulzeit war Eric Thomas Mitglied einer Beatband, mit der er auch eigene Lieder spielte und fünf Platten aufnahm. Es folgte ein zweijähriges Studium der Musik in Saarbrücken (Klavier, Gitarre, Trompete). Thomas schrieb selbst viele Texte in Deutsch, Französisch, Englisch und Italienisch und komponierte auch, u. a. für Willy Hagara. Sein damaliger Produzent war Horst-Heinz Henning. Es gab 32 Eric-Thomas-Fan-Clubs.
Von Mitte bis Ende der 1960er Jahre trat er als Eric Thomace & The Chaps auf und veröffentlichte mehrere Singles. 1969 war er Teilnehmer des Schlagerfestivals Festivalul De Muzică Ușoară in Rumänien mit dem Titel Che Bello È von Ana Aldea-Ciocan und Ion Vasilescu. 1970 trat er zweimal in der ZDF-Hitparade auf. Beim Deutschen Schlager-Wettbewerb 1970 am 4. Juni 1970 sang sich Eric Thomas mit Startplatz 6 und dem Titel Tränen trocknen schnell im Sonnenschein auf Rang 6.

## Fernsehen
| Jahr              | Sendung                              | Lied                                              | Fernsehsender |
| ----------------- | ------------------------------------ | ------------------------------------------------- | ------------- |
| 17. April 1969    | „...18 - 20 nur nicht passen “       | unbekannt                                         | ZDF           |
| 21. Februar 1970  | „ZDF-Hitparade“                      | Schöne Kleider (Neuvorstellung 9)                 | ZDF           |
| 21. März 1970     | „ZDF-Hitparade“                      | Schöne Kleider (Platz 5)                          | ZDF           |
| 04. Juni 1970     | „Deutscher Schlager-Wettbewerb 1970“ | Tränen trocknen schnell im Sonnenschein (Platz 6) | ZDF           |
| 01. Dezember 1970 | „Die Drehscheibe“                    | unbekannt                                         | ZDF           |

## Singles
| Jahr | Titel                                                                        | Komponist/Texter                                                                                                | Plattenfirma                  |
| ---- | ---------------------------------------------------------------------------- | --- | ----------------------------- |
| 1965 | Little Little Love / She Ain't Coming Back (als The Chaps with Eric Thomace) | Eric Thomace | Hiltton 0005 - DE             |
| 1967 | Little Little Love / She Ain't Coming Back (als The Chaps with Eric Thomace) | Eric Thomace | His Master Voice GBP 209 - BE |
| 196? | Chanson Sans Mélodie / You're Untrue (als The Chaps with Eric Thomace)       | Eric Thomace | Edy Noël M 530 - LUX          |
| 1967 | Battement De Cœur / Tout Est Perdu (als Eric Thomace and The Chaps)          | Eric Thomace | His Master Voice GBP 190 - BE |
| 196? | Battement De Cœur / Juliette (als Eric Thomace and The Chaps)                | Eric Thomace | Edy Noël M 533 - LUX          |
| 196? | Chansons Sans Melodie / Battements De Coeur (als Eric Thomace and The Chaps) | Eric Thomace | His Master Voice GBP 177 - BE |
| 1969 | Lag es an mir / Tanz heute Nacht mit mir                                     | Hans Blum, Robert Jung / Lang, Robert Simson                                                                    | Boccaccio BO 45 406           |
| 1969 | Schenk ihr dein Herz / Blinder Passagier                                     | Mario Panas (=Leo Leandros), Ralf Arnie (=Artur Niederbremer) / Mario Panas, Dieter Rasch (=Artur Niederbremer) | Philips 384 590               |
| 1969 | Hunderttausendmal ja / Schöne Kleider                                        | Don Nenghin (=Horst Heinz Henning), Oscar Langenfeld / Heinz Mayer, Hans Bradtke, Horst Heinz Henning           | Philips 388 425 PF            |
| 1970 | Tränen trocknen schnell im Sonnenschein / Wenn wir uns wiedersehen           | Jean Frankfurter, Fini Busch / Boris Jojić, Don Nenghin, Jonny Breake (=Horst Heinz Henning)                    | Philips 6003 031              |
| 1970 | Mitten ins Herz / Der erste Schritt                                          | Jacques Reveaux, Max Mainzel (=Christine Neuhausen) / Franz Löffler, Horst Heinz Henning                        | Philips 6003 056              |
| 1971 | Auf dem Weg nach Amsterdam / Sonnenschein & Regen                            | Horst Heinz Henning, Hans Chrislin (=Christine Neuhausen) / Jonny Breake, Horst Heinz Henning                   | Philips 6003 097              |

## Sampler
| Jahr           | Titel                                                     | Lieder                                                                      |
| -------------- | --------------------------------------------------------- | --------------------------------------------------------------------------- |
| 1969           | Concurenți De Peste Hotare Prezintă Muzică Ușoară (LP)    | Che Bello È                                                                 |
| 1969           | Ein Rendezvous an der Bergstraße (LP)                     | Tanze heute Nacht mit mir / Ich hab das Burgfräulein gesehen                |
| 1970           | Schlager '70 (LP)                                         | Schöne Kleider                                                              |
| 1974           | Top Star Festival 25 Jahre Golden Hits 1974 (5 LP)        | Auf dem Weg nach Amsterdam                                                  |
| 1. Januar 1989 | So ein bißchen verliebt (CD)                              | Ja, die Liebe ist da                                                        |
| 1990           | Deutsche Superschlager (CD)                               | Ja, die Liebe ist da                                                        |
| 1990           | Lieder der Liebe (CD)                                     | Mitten ins Herz                                                             |
| 1995           | 20 Goldene Schlager Folge 2 (CD)                          | Ja, die Liebe ist da                                                        |
| 19??           | Super Oldies - 12 Original Radio Stars Vol. 1 (CD)        | Der gute Freund                                                             |
| 19??           | Super Oldies - 12 Original Radio Stars Vol. 2 (CD)        | Das 1x1 der Liebe                                                           |
| 19??           | Super Oldies (CD)                                         | Das 1x1 der Liebe                                                           |
| 1997           | Das Schlager Alphabet J (CD)                              | Ja, die Liebe ist da                                                        |
| 1997           | Das Schlager Alphabet T (CD)                              | Tränen trocknen schnell im Sonnenschein                                     |
| 2003           | Liverpool Beat - Deutsche Beatbands Volume 30 (CD)        | Little Little Love + She Ain't Coming Back (als Eric Thomace and The Chaps) |
| 2008           | Conquer The World! Vol. 1 (LP)                            | You're Untrue (als Eric Thomace and The Chaps)                              |
| 2018           | Ganz In Weiß - Die Grossen Schlager der 60er-Jahre (4 CD) | Schöne Kleider                                                              |

## Komponist/Texter
| Jahr | Titel                                        | Interpret        | Plattenfirma        |
| ---- | -------------------------------------------- | ---------------- | ------------------- |
| 1969 | Hecht im Karpfenteich                        | Willy Hagara     | Boccaccio BO 45 402 |
| 1969 | Oh Happy Birthday                            | Kessy            | Boccaccio BO 45 403 |
| 1969 | Ciao Ciao Blaue Adria + Gina Lass Den Andern | Franco Del Monte | Boccaccio BO 45 416 |

## DVD
| Jahr             | Titel                                              | Lied                                    | Plattenfirma      |
| ---------------- | -------------------------------------------------- | --------------------------------------- | ----------------- |
| 27. Oktober 2006 | Deutscher Schlager-Wettbewerb 1968–70 (Doppel DVD) | Tränen trocknen schnell im Sonnenschein | Edel Germany GmbH |